# پیرانه‌سری
پیرانه‌سری یا جرانسیِن (انگلیسی: Gerontion به معنای «پیرمرد کوچک») شعری است از تی. اس. الیوت که نخستین بار در ۱۹۲۰ منتشر شد. این اثر شامل نظریات و احساسات یک پیرمرد (انگلیسی: gerontic یا جرانیک) است که از طریق توصیف او از اروپای پس از جنگ جهانی اول در قالب تک‌گویی نمایشی بیان می‌شود.
الیوت ابتدا برآن بود که پیرانه‌سری را به عنوان دیباچه‌ای بر سرزمین هرز منتشر کند ولی بعدها تصمیم‌گرفت آن را به صورت مستقل چاپ نماید. مانند دیگر آثار الیوت در اوایل حرفهٔ او، پیرانه‌سری با موضوعاتی چون مذهب، میل جنسی، و دیگر موضوعات کلی شعر نوگرا سروکار دارد.